# Pierre André (homme politique, 1947)
Pour les articles homonymes, voir Pierre André et André.
Pierre André, né le 29 juin 1947 à Buire (Aisne), est un homme politique français.

## Biographie
Licencié en droit et ancien élève de l'Institut d'études politiques de Paris, ancien directeur général de la Chambre de commerce et d'industrie de l'Aisne, il est élu sénateur de l'Aisne le 27 septembre 1998, puis réélu le 21 septembre 2008 au premier tour. Il est membre de la commission de l'économie, du développement durable et de l'aménagement du territoire. Il ne se représente pas à l'élection sénatoriale en 2014.

## Détail des mandats et fonctions
- Sénateur de l'Aisne
- Maire de Saint-Quentin du 18 juin 1995 au 27 septembre 2010 (il démissionne alors qu'il est atteint d'un cancer des cordes vocales)[4]
- Conseiller municipal de Saint-Quentin
- Vice-président du conseil régional de Picardie
- Président du district de Saint-Quentin
- Président de la Communauté d'agglomération de Saint-Quentin (il est remplacé en 2014 par Xavier Bertrand)

## Distinctions
- 2022 :  Chevalier de la Légion d'honneur[5],[4]